# Muzio Scevola
Muzio Scevola (HWV 13) – opera w trzech aktach, do której libretto napisał poeta Królewskiej Akademii Muzycznej w Londynie Paolo Rolli. Uwerturę i akt III skomponował Georg Friedrich Händel, zaś muzykę do pozostałych aktów stworzyli jeszcze dwaj muzycy: do aktu I – Filippo Amadei, do aktu II – rywal Händla, Giovanni Battista Bononcini. Taka mieszanka kompozycji została określona włoskim terminem pasticcio. Libretto nawiązuje do postaci Gajusza Mucjusza Cordusa i oblężenia Rzymu przez Etrusków.
Premiera miała miejsce w Royal Opera House w Londynie 26 kwietnia 1721 roku (lub 15 kwietnia 1721).

## Osoby / typ głosu / pierwsza obsada
- Fidalma, sopran, Maria Maddalena Salvai
- Clelia (Klelia), sopran, Margherita Durastanti
- Tarquinio (Lucjusz Tarkwiniusz Pyszny), sopran, Caterina Gallarati
- Irene, córka króla Etrusków, kontralt, Anastasia Robinson
- Orazio (Horacjusz Kokles), sopran kastrat, Matteo Berselli
- Muzio Scevola, alt kastrat, Francesco Bernardi "Senesino"
- Porsena (Lars Porsenna), bas, Giuseppe Maria Boschi
- Elisa, sopran
- Vitellia, sopran
- Milo, bas
- Publicola (Publius Valerius Publicola), bas

## Nagranie
- Newport Classic NPD 85540/260125: Julianne Baird; Brewer Baroque Chamber Orchestra; dyrygent Rudolph Palmer,